# Трембачув (Люблінське воєводство)
Трембачув (пол. Trębaczów) — село в Польщі, у гміні Ленчна Ленчинського повіту Люблінського воєводства.
Населення — 311 осіб (2011).
У 1975-1998 роках село належало до Люблінського воєводства.

## Демографія
Демографічна структура станом на 31 березня 2011 року:
|          | Загалом | Допрацездатний вік | Працездатний вік | Постпрацездатний вік |
| -------- | ------- | ------------------ | ---------------- | -------------------- |
| Чоловіки | 157     | 35                 | 110              | 12                   |
| Жінки    | 154     | 26                 | 93               | 35                   |
| Разом    | 311     | 61                 | 203              | 47                   |